# Torneo Clausura 2013 (Paraguay)
El Torneo Clausura 2013 (Copa Tigo-Visión Banco, por motivos comerciales), llamado Centenario del Club Rubio Ñu, fue el centésimo noveno campeonato oficial de Primera División organizado por la Asociación Paraguaya de Fútbol (APF). Se dio inicio el 26 de julio, y finalizó el 7 de diciembre.
A falta de dos fechas para el final del certamen, se consagró campeón (invicto) por trigésima vez en su historia el club Club Cerro Porteño.

## Sistema de competición
El modo de disputa implementado fue, al igual que en las temporadas precedentes, el de todos contra todos a partidos de ida y vuelta, es decir a dos rondas compuestas por once jornadas cada una con localía recíproca. Se convirtió en campeón el equipo que acumuló la mayor cantidad de puntos al término de las 22 fechas.
En caso de paridad de puntos entre dos contendientes, se define el título en un partido extra. De existir más de dos en disputa, se resuelve según los siguientes parámetros:
1) saldo de goles;
2) mayor cantidad de goles marcados;
3) mayor cantidad de goles marcados en condición de visitante;
4) sorteo.

## Producto de la clasificación

### Directo
- El torneo coronó al campeón número 109 en la historia de la Primera División de Paraguay.

- Este obtuvo el acceso a la fase de grupos de la próxima edición de la Copa Libertadores de América.

### Indirecto
- Por medio de la combinación de puntos de este campeonato y el anterior se otorgaron: un cupo para la primera fase de la Copa Libertadores y cuatro para la Copa Sudamericana, ambas a realizarse en 2014.

- Por último, fueron determinados, sobre la base de sus promedios obtenidos en las últimas tres temporadas, los dos equipos descendidos a la Segunda División.

## Relevo anual de clubes
| Ascendidos a la Primera División              |
| --------------------------------------------- |
| General Díaz (Campeón de División Intermedia) |
| Deportivo Capiatá (2º de Intermedia)          |

| Descendidos a División Intermedia |
| --------------------------------- |
| Tacuary (2º peor promedio)        |
| Independiente (Peor promedio)     |

## Equipos participantes
| Equipos            | Entrenador            | Fundación                | Ciudad                 | Estadio                  | Indumentaria  | Capacidad |
| ------------------ | --------------------- | ------------------------ | ---------------------- | ------------------------ | ------------- | --------- |
| Cerro Porteño      | Francisco Arce        | 1 de octubre de 1912     | Asunción               | General Pablo Rojas      | Diadora       | 32 910    |
| Cerro Porteño (PF) | Eumelio Palacios      | 10 de diciembre de 1967  | Presidente Franco      | Felipe Giménez           | Saltarín Rojo | 5000      |
| Deportivo Capiatá  | Mario Jacquet         | 4 de septiembre de 2008  | Capiatá                | Deportivo Capiatá        | Lotto         | 7000      |
| General Díaz       | Humberto García       | 22 de septiembre de 1917 | Luque                  | General Adrián Jara      | Lotto         | 3300      |
| Guaraní            | Fernando Jubero       | 12 de octubre de 1903    | Asunción               | Rogelio Livieres         | Saltarín Rojo | 6000      |
| Libertad           | Pedro Sarabia         | 30 de julio de 1905      | Asunción               | Dr. Nicolás Leoz         | Nike          | 10 000    |
| Nacional           | Gustavo Morínigo      | 5 de junio de 1904       | Asunción               | Arsenio Erico            | Kappa         | 4000      |
| Olimpia            | Ever Almeida          | 25 de julio de 1902      | Asunción               | Manuel Ferreira          | Kappa         | 20 000    |
| Rubio Ñu           | Hernán Lisi           | 24 de agosto de 1913     | Asunción               | La Arboleda              | Lotto         | 5500      |
| Sol de América     | Juan Manuel Battaglia | 22 de marzo de 1909      | Asunción y Villa Elisa | Luis Alfonso Giagni      | Lotto         | 5000      |
| Sportivo Carapeguá | Fermín Ramos          | 3 de septiembre de 2010  | Carapeguá              | Tte. 1º Alcides González | Lotto         | 3000      |
| Sportivo Luqueño   | Alicio Solalinde      | 1 de mayo de 1921        | Luque                  | Feliciano Cáceres        | Puma          | 25 000    |

El campeonato contó con la participación de doce equipos, en su mayoría pertenecientes a la capital del país.
Siete provienen de Asunción, tres de ciudades cercanas a ésta, Luque y Capiatá, uno del departamento de Paraguarí (Carapeguá), y uno perteneciente al departamento de Alto Paraná. Vale aclarar que el club Sol de América mantiene su sede social en Asunción, pero disputa sus partidos como local en su campo de fútbol situado en la ciudad vecina de Villa Elisa.
Los únicos clubes que sólo han competido en esta categoría (también conocida como División de Honor) son dos: Olimpia y Guaraní, completando con esta temporada 108 y 107 participaciones, respectivamente. Asimismo, los clubes Cerro Porteño (102 participaciones), Sportivo Carapeguá, Cerro Porteño (PF) (2 participaciones), General Díaz y Deportivo Capiatá (2 participaciones) nunca han descendido desde sus ingresos, en 1913, 2012 y 2013, respectivamente.

### Distribución geográfica de los equipos
| Región                      | Cant. | Equipos                                                                       |
| --------------------------- | ----- | ----------------------------------------------------------------------------- |
| Asunción                    | 7     | Cerro Porteño, Guaraní, Libertad, Nacional, Olimpia, Sol de América, Rubio Ñu |
| Departamento Central        | 3     | Dep. Capiatá, General Díaz, Sp. Luqueño                                       |
| Departamento de Alto Paraná | 1     | Cerro Porteño (PF)                                                            |
| Departamento de Paraguarí   | 1     | Sp. Carapeguá                                                                 |

## Cambio de entrenadores
| Equipos            | DT. ste.              | Cese             | DT. ete.               | Designación      |
| ------------------ | --------------------- | ---------------- | ---------------------- | ---------------- |
| Sportivo Carapeguá | Virginio Cáceres      | 29 de julio      | Humberto Ovelar        | 30 de julio      |
| Guaraní            | Gustavo Díaz          | 6 de agosto      | Fernando Jubero        | 6 de agosto      |
| Libertad           | Rubén Israel          | 2 de septiembre  | Pedro Sarabia          | 2 de septiembre  |
| Cerro Porteño (PF) | Eduardo Rivera        | 14 de septiembre | Juan Manuel Battaglia  | 15 de septiembre |
| Sportivo Carapeguá | Humberto Ovelar       | 16 de septiembre | Juan Arce Fermín Ramos | 16 de septiembre |
| Sol de América     | Gualberto Jara        | 22 de septiembre | Mauricio Larriera      | 22 de septiembre |
| Cerro Porteño (PF) | Juan Manuel Battaglia | 5 de octubre     | Eumelio Ramón Palacios | 8 de octubre     |
| Sol de América     | Mauricio Larriera     | 24 de octubre    | Juan Manuel Battaglia  | 5 de noviembre   |

## Cobertura televisiva
La empresa productora de contenido audiovisual, Teledeportes Paraguay (perteneciente a la compañía de telefonía móvil, Tigo, a partir de 2012) es la encargada de la transmisión de los partidos del campeonato paraguayo de fútbol desde 1999. Emitió en vivo hasta cuatro juegos por jornada a través del canal por cable Unicanal de Cablevisión, y el posterior resumen con lo mejor de cada encuentro por la señal de aire de Telefuturo (Canal 4).

## Patrocinio
La compañía de telefonía celular, Tigo, y la institución bancaria de tipo microfinanciero, Visión Banco, son las encargadas de patrocinar todos los torneos realizados por la APF. El vínculo contractual con la primera se concretó a partir de 2008 con la celebración del torneo Apertura del mismo año. En tanto que la relación con el otro espónsor para respaldar cada campeonato se inició a principios de 2010.
Los premios en efectivo fueron fijados en US$ 50.000 dólares para el campeón (40.000 por parte de Tigo y 10.000 de Visión Banco). Por su parte, el subcampeón se acreditó 10.000 de la misma moneda.

## Clasificación
| Pos. | Equipos            | PJ | PG | PE | PP | GF | GC | Dif. | Pts. |
| ---- | ------------------ | -- | -- | -- | -- | -- | -- | ---- | ---- |
| 1.   | Cerro Porteño      | 22 | 14 | 8  | 0  | 37 | 16 | 21   | 50   |
| 2.   | Libertad           | 22 | 12 | 3  | 7  | 25 | 19 | 6    | 39   |
| 3.   | Deportivo Capiatá  | 22 | 12 | 2  | 8  | 36 | 32 | 4    | 38   |
| 4.   | Guaraní            | 22 | 10 | 7  | 5  | 47 | 24 | 23   | 37   |
| 5.   | General Díaz       | 22 | 8  | 9  | 5  | 30 | 24 | 6    | 33   |
| 6.   | Nacional           | 22 | 9  | 6  | 7  | 30 | 26 | 4    | 33   |
| 7.   | Sportivo Luqueño   | 22 | 8  | 5  | 9  | 30 | 29 | 1    | 29   |
| 8.   | Rubio Ñu           | 22 | 6  | 7  | 9  | 25 | 32 | -7   | 25   |
| 9.   | Olimpia            | 22 | 6  | 6  | 10 | 31 | 32 | -1   | 24   |
| 10.  | Sportivo Carapeguá | 22 | 5  | 7  | 10 | 24 | 38 | -14  | 22   |
| 11.  | Sol de América     | 22 | 4  | 5  | 13 | 24 | 43 | -19  | 17   |
| 12.  | Cerro Porteño (PF) | 22 | 5  | 1  | 16 | 23 | 47 | -24  | 16   |

### Evolución de la clasificación
| E\J | 01 | 02 | 03 | 04 | 05 | 06 | 07 | 08 | 09 | 10 | 11 | 12 | 13 | 14 | 15 | 16 | 17 | 18 | 19 | 20 | 21 | 22 |  |
| --- | -- | -- | -- | -- | -- | -- | -- | -- | -- | -- | -- | -- | -- | -- | -- | -- | -- | -- | -- | -- | -- | -- |  |
| CAP | 3  | 1  | 5  | 4  | 6  | 5  | 3  | 3  | 3  | 4  | 3  | 3  | 3  | 2  | 2  | 2  | 2  | 2  | 2  | 2  | 2  | 3  |  |
| CER | 6  | 1  | 1  | 1  | 1  | 1  | 1  | 1  | 1  | 1  | 1  | 1  | 1  | 1  | 1  | 1  | 1  | 1  | 1  | 1  | 1  | 1  |  |
| CPF | 12 | 12 | 8  | 9  | 10 | 11 | 12 | 12 | 12 | 12 | 12 | 12 | 12 | 12 | 12 | 12 | 12 | 12 | 12 | 12 | 12 | 12 |  |
| GEN | 6  | 9  | 6  | 5  | 4  | 2  | 2  | 2  | 2  | 2  | 2  | 2  | 2  | 3  | 3  | 3  | 5  | 5  | 6  | 6  | 6  | 5  |  |
| GUA | 6  | 9  | 12 | 12 | 12 | 12 | 11 | 6  | 8  | 9  | 8  | 9  | 7  | 6  | 6  | 6  | 6  | 6  | 4  | 3  | 4  | 4  |  |
| LIB | 6  | 3  | 1  | 1  | 2  | 4  | 4  | 7  | 6  | 5  | 4  | 4  | 4  | 4  | 5  | 5  | 4  | 3  | 3  | 4  | 3  | 2  |  |
| NAC | 4  | 11 | 11 | 8  | 9  | 7  | 9  | 5  | 4  | 3  | 5  | 6  | 5  | 5  | 4  | 4  | 3  | 4  | 5  | 5  | 5  | 6  |  |
| OLI | 1  | 4  | 3  | 3  | 3  | 6  | 7  | 10 | 10 | 8  | 9  | 7  | 8  | 8  | 10 | 11 | 10 | 8  | 9  | 9  | 8  | 9  |  |
| RUB | 4  | 8  | 10 | 7  | 7  | 8  | 6  | 8  | 9  | 10 | 10 | 10 | 9  | 9  | 11 | 8  | 8  | 9  | 8  | 8  | 9  | 8  |  |
| SOL | 10 | 6  | 4  | 6  | 5  | 3  | 5  | 4  | 7  | 6  | 7  | 8  | 10 | 10 | 9  | 10 | 11 | 11 | 11 | 11 | 11 | 11 |  |
| SCA | 11 | 7  | 9  | 11 | 8  | 9  | 8  | 11 | 11 | 11 | 11 | 11 | 11 | 11 | 8  | 9  | 9  | 10 | 10 | 10 | 10 | 10 |  |
| SLU | 2  | 5  | 6  | 10 | 11 | 10 | 10 | 9  | 5  | 7  | 6  | 5  | 6  | 7  | 7  | 7  | 7  | 7  | 7  | 7  | 7  | 7  |  |

|  |                             |
|  | Líder                       |
|  | Con un partido pendiente    |
|  | Con dos partidos pendientes |

## Resultados
| L\V | CAP | CER | CPF | GEN | GUA | LIB | NAC | OLI | RUB | SOL | SCA | SLU |
| --- | --- | --- | --- | --- | --- | --- | --- | --- | --- | --- | --- | --- |
| CAP |     | 1:1 | 3:1 | 1:1 | 1:0 | 2:0 | 1:0 | 1:0 | 4:0 | 1:0 | 3:1 | 2:0 |
| CER | 3:1 |     | 2:1 | 2:1 | 1:1 | 1:1 | 4:1 | 2:1 | 1:0 | 2:0 | 4:0 | 2:1 |
| CPF | 0:1 | 1:2 |     | 3:0 | 1:4 | 2:1 | 1:2 | 2:7 | 3:1 | 3:0 | 2:0 | 0:2 |
| GEN | 0:1 | 1:1 | 4:0 |     | 1:4 | 1:1 | 0:0 | 1:1 | 2:2 | 1:0 | 1:0 | 2:1 |
| GUA | 5:3 | 2:3 | 6:0 | 0:3 |     | 1:0 | 0:1 | 2:0 | 1:1 | 3:0 | 0:0 | 2:2 |
| LIB | 2:1 | 0:0 | 1:0 | 0:3 | 0:2 |     | 2:0 | 1:0 | 4:2 | 3:0 | 2:0 | 0:1 |
| NAC | 3:1 | 0:1 | 1:0 | 2:1 | 2:2 | 0:1 |     | 1:1 | 0:1 | 1:2 | 5:2 | 0:0 |
| OLI | 4:0 | 0:0 | 3:1 | 0:1 | 0:5 | 1:2 | 0:1 |     | 0:2 | 2:2 | 3:1 | 1:1 |
| RUB | 3:2 | 1:2 | 1:0 | 1:2 | 1:1 | 0:1 | 2:2 | 0:1 |     | 2:1 | 1:1 | 0:1 |
| SOL | 1:2 | 1:1 | 2:0 | 1:1 | 2:0 | 0:1 | 1:2 | 4:4 | 2:2 |     | 3:2 | 2:4 |
| SCA | 3:2 | 0:0 | 2:2 | 1:1 | 2:2 | 2:1 | 1:4 | 0:1 | 1:1 | 2:0 |     | 1:0 |
| SLU | 4:2 | 1:2 | 2:0 | 2:2 | 0:4 | 0:1 | 2:2 | 2:1 | 0:1 | 4:0 | 0:2 |     |

|  |                   |
|  | Victoria local    |
|  | Empate            |
|  | Triunfo visitante |

## Campeón
|                                    |
| Cerro Porteño 30º título (Invicto) |

## Máximos goleadores
| País                 | Jugador              | Equipo           | Goles |
| -------------------- | -------------------- | ---------------- | ----- |
| Bandera de Uruguay   | Hernán Rodrigo López | Sportivo Luqueño | 17    |
| Bandera de Paraguay  | Derlis González      | Guaraní          | 12    |
| Bandera de Paraguay  | Guillermo Beltrán    | Cerro Porteño    | 10    |
| Bandera de Paraguay  | Nery Cardozo         | Rubio Ñu         | 10    |
| Bandera de Paraguay  | Brian Montenegro     | Libertad         | 8     |
| Bandera de Argentina | Juan Carlos Ferreyra | Olimpia          | 7     |
| Bandera de Argentina | Darío Ocampo         | Guaraní          | 7     |
| Bandera de Uruguay   | Alejandro Silva      | Olimpia          | 7     |

## Público asistente

### Asistencia por equipos
La tabla siguiente muestra la cantidad de espectadores que acumuló cada equipo en sus respectivos partidos. Se asigna en su totalidad el mismo número a ambos protagonistas de un juego.
| Pos. | Equipos            | PJ | As.     |
| ---- | ------------------ | -- | ------- |
| 1.   | Cerro Porteño      | 22 | 149.411 |
| 2.   | Olimpia            | 22 | 109.900 |
| 3.   | Libertad           | 22 | 56.060  |
| 4.   | Sportivo Luqueño   | 22 | 44.067  |
| 5.   | Sportivo Carapeguá | 22 | 32.578  |
| 6.   | Deportivo Capiatá  | 22 | 31.326  |
| 7.   | Guaraní            | 22 | 27.236  |
| 8.   | Nacional           | 22 | 25.246  |
| 9.   | Cerro Porteño (PF) | 22 | 21.431  |
| 10.  | General Díaz       | 22 | 16.956  |
| 11.  | Rubio Ñu           | 22 | 15.938  |
| 12.  | Sol de América     | 22 | 15.597  |

### Asistencia por partidos
A continuación se enumeran los diez partidos con mayor cantidad de espectadores.
| Pos. | Partido                          | Asistentes | Estadio              | Fecha |
| ---- | -------------------------------- | ---------- | -------------------- | ----- |
| 1.   | Cerro Porteño-Libertad           | 26.755     | Gral. Pablo Rojas    | 20    |
| 2.   | Cerro Porteño-Olimpia            | 18.795     | Defensores del Chaco | 6     |
| 3.   | Olimpia-Cerro Porteño            | 17.959     | Defensores del Chaco | 17    |
| 4.   | Sportivo Carapeguá-Cerro Porteño | 11.371     | Antonio Aranda       | 19    |
| 5.   | Olimpia-Deportivo Capiatá        | 9.653      | Defensores del Chaco | 3     |
| 6.   | Libertad-Olimpia                 | 8.817      | Defensores del Chaco | 2     |
| 7.   | Cerro Porteño-Cerro Porteño (PF) | 7.508      | Gral. Pablo Rojas    | 2     |
| 8.   | Olimpia-Libertad                 | 7.465      | Manuel Ferreira      | 13    |
| 9.   | Olimpia-Sportivo Carapeguá       | 7.218      | Defensores del Chaco | 1     |
| 10.  | Nacional-Olimpia                 | 6.978      | Defensores del Chaco | 4     |

## Clasificación para copas internacionales

### Puntaje acumulado
El puntaje acumulado de un equipo es la suma del obtenido en los torneos Apertura y Clausura de 2013. Este determinó al cierre de temporada la clasificación de los representantes de la APF en los torneos de Conmebol del año siguiente.
- Para la Copa Libertadores 2014 clasificaron 3: los campeones del Apertura y Clausura, ordenados según sus posiciones finales en la tabla adjunta;[21] y el mejor colocado, sin contar a los mencionados anteriormente.[22] Si el mismo club repitiera el título logra automáticamente el primer cupo, otorgando los restantes a los finalizados en segundo y tercer lugar.[23]

- Para la Copa Sudamericana 2014 clasificaron 4: el ganador del Apertura o Clausura con la mayor cantidad de puntos acumulados, y los mejores posicionados, excluyendo a los clasificados 2 y 3 de la Libertadores.[24][25]

En caso de paridad de puntos entre dos equipos se define en un partido extra. Si la igualdad se produce entre tres o más, se toma en cuenta la diferencia de goles. El campeón de cada certamen aseguró su participación en la Libertadores como Paraguay 1 o 2, sin depender de la posición que ocupe en esta tabla.
| Copa | Pos. | Equipos            | PJ | PG | PE | PP | GF | GC | Dif. | Pts. |
| ---- | ---- | ------------------ | -- | -- | -- | -- | -- | -- | ---- | ---- |
|      | 1.   | Cerro Porteño      | 44 | 25 | 12 | 7  | 75 | 45 | 30   | 87   |
|      | 2.   | Nacional           | 44 | 24 | 7  | 13 | 70 | 51 | 19   | 79   |
|      | 3.   | Guaraní            | 44 | 21 | 14 | 9  | 83 | 45 | 42   | 77   |
|      | 4.   | Libertad           | 44 | 22 | 9  | 13 | 54 | 42 | 12   | 75   |
|      | 5.   | Deportivo Capiatá  | 44 | 19 | 8  | 17 | 61 | 62 | -1   | 65   |
|      | 6.   | General Díaz       | 44 | 15 | 16 | 13 | 55 | 51 | 4    | 61   |
|      | 7.   | Olimpia            | 44 | 14 | 13 | 17 | 62 | 63 | -1   | 55   |
|      | 8.   | Sportivo Luqueño   | 44 | 14 | 12 | 18 | 49 | 54 | -5   | 54   |
|      | 9.   | Rubio Ñu           | 44 | 12 | 14 | 18 | 52 | 61 | -9   | 50   |
|      | 10.  | Sol de América     | 44 | 11 | 13 | 20 | 54 | 77 | -23  | 46   |
|      | 11.  | Sportivo Carapeguá | 44 | 8  | 14 | 22 | 46 | 77 | -31  | 38   |
|      | 12.  | Cerro Porteño (PF) | 44 | 9  | 8  | 27 | 50 | 85 | -37  | 35   |

|                   |                                                                |
|                   | Clasificado a Copa Libertadores 2014 y Copa Sudamericana 2014. |
|                   | Clasificado a Copa Libertadores 2014.                          |
| Copa Sudamericana | Clasificado a Copa Sudamericana 2014.                          |

## Descenso de categoría

### Puntaje promedio
El promedio de puntos de un equipo es el cociente que se obtiene de la división de su puntaje acumulado en los torneos disputados en las últimas tres temporadas por la cantidad de partidos que haya jugado durante dicho período. Este determinó, al final del torneo Clausura de 2013, el descenso a la Segunda División de los equipos que acabaron en los dos últimos lugares de la tabla.
| Pos. | Equipos            | 2011 | 2012 | 2013 | Total | PJ  | Promedio |
| ---- | ------------------ | ---- | ---- | ---- | ----- | --- | -------- |
| 1.   | Libertad           | 79   | 91   | 75   | 245   | 132 | 1,856    |
| 2.   | Cerro Porteño      | 67   | 86   | 87   | 240   | 132 | 1,818    |
| 3.   | Nacional           | 83   | 77   | 79   | 239   | 132 | 1,811    |
| 4.   | Olimpia            | 88   | 79   | 55   | 222   | 132 | 1,682    |
| 5.   | Guaraní            | 58   | 73   | 77   | 208   | 132 | 1,576    |
| 6.   | Deportivo Capiatá  | -    | -    | 65   | 65    | 44  | 1,477    |
| 7.   | General Díaz       | -    | -    | 61   | 61    | 44  | 1,386    |
| 8.   | Sol de América     | 49   | 60   | 46   | 155   | 132 | 1,174    |
| 9.   | Sportivo Luqueño   | 35   | 59   | 54   | 148   | 132 | 1,121    |
| 10.  | Rubio Ñu           | 58   | 36   | 50   | 144   | 132 | 1,091    |
| 11.  | Cerro Porteño (PF) | -    | 53   | 35   | 88    | 88  | 1,000    |
| 12.  | Sportivo Carapeguá | -    | 45   | 38   | 83    | 88  | 0,943    |

|  |                                            |
|  | Descendido a Segunda División de Paraguay. |